# Блерсден (Каліфорнія)
Блерсден (англ. Blairsden) — переписна місцевість (CDP) в США, в окрузі Плумас штату Каліфорнія. Населення — 38 осіб (2020).

## Географія
Блерсден розташований за координатами 39°46′31″ пн. ш. 120°36′39″ зх. д. / 39.77528° пн. ш. 120.61083° зх. д. (39.775205, -120.610845).  За даними Бюро перепису населення США в 2010 році переписна місцевість мала площу 1,40 км², уся площа — суходіл.

## Демографія
Згідно з переписом 2010 року, у переписній місцевості мешкало 39 осіб у 22 домогосподарствах у складі 11 родини. Густота населення становила 28 осіб/км².  Було 34 помешкання (24/км²).
Расовий склад населення:
| - 97,4 % — білих - 2,6 % — осіб інших рас |

До двох чи більше рас належало 0,0 %. Частка іспаномовних становила 5,1 % від усіх жителів.
За віковим діапазоном населення розподілялося таким чином: 7,7 % — особи молодші 18 років, 56,4 % — особи у віці 18—64 років, 35,9 % — особи у віці 65 років та старші. Медіана віку мешканця становила 55,8 року. На 100 осіб жіночої статі у переписній місцевості припадало 77,3 чоловіків;  на 100 жінок у віці від 18 років та старших — 80,0 чоловіків також старших 18 років.
Цивільне працевлаштоване населення становило 32 особи. Основні галузі зайнятості: освіта, охорона здоров'я та соціальна допомога — 56,3 %, науковці, спеціалісти, менеджери — 25,0 %, мистецтво, розваги та відпочинок — 18,8 %.